# Siège de Maratea
Troisième Coalition
Batailles
Batailles navales
- Rocher du Diamant (1805)
- Cap Finisterre (1805)
- îles Chausey (1805)
- Trafalgar (1805)
- Cap Ortegal (1805)

Campagne d'Allemagne (1805) : opérations en Bavière - Autriche - Moravie
- Donauwörth
- Wertingen
- Günzburg
- Haslach-Jungingen
- Memmingen
- Elchingen
- Nerenstetten
- Neresheim
- Ulm
- Ried
- Lambach
- Bodenbichl
- Steyr
- Amstetten
- Mariazell
- Dürenstein
- Hollabrunn (Schöngrabern)
- Wischau
- Austerlitz

Campagne d'Italie (1805) : Opérations en Italie du Nord
- Vérone
- Caldiero
- Forano
- Castelfranco Veneto

Invasion de Naples (1806)
- Gaète
- Campo Tenese
- Maida
- Lauria
- Maratea
- Amantea
- Mileto

Le siège de Maratea est survenu lors de l'attaque française du royaume de Naples. L'armée napoléonienne a assiégé la ville fortifiée de Maratea, dans la province de Potenza où une troupe d'irréguliers, fidèles aux Bourbons s'étaient barricadés. 
Dans l'histoire de Maratea, l'événement est resté connu comme le siège des Français, d'après l'historien local Biagio Tarantini, dans un livret de 1883  et depuis lors il est resté dans la mémoire populaire. 

## Les circonstances
Lorsqu'en août 1806, l'armée française commence à envahir le royaume de Naples, l'armée des Bourbons s'évapore très vite. Au cours d'une expédition militaire visant à conquérir la Calabre et la Sicile, le général André Massena, après avoir écrasé la résistance de Lauria, n'a fait que traverser Maratea, oubliant peut-être qu'il s'agissait d'une place forte : le château, correspondant à la ville haute, située au sommet du mont San Biagio. 
Depuis l'été 1806, la flotte anglaise contrôlait la côte de Maratea. Nommé gouverneur de la ville, Alessandro Mandarini y fit se réfugier les familles des partisans des Bourbons sur l'île de Santo Janni puis sur celle de Dino, pour fuir les représailles des Jacobins. De là, Mandarini a demandé de l'aide à plusieurs reprises auprès de la cour des Bourbons en Sicile, sans toutefois obtenir de mesures concrètes . 
Une tempête, survenue dans la nuit du 27 au 28 octobre, a détruit le campement sur l'île - ainsi que quelques navires de soutien - et contraint les irréguliers à se réfugier au Castello de Maratea,. 

## Le siège
Le 4 décembre, un contingent de quatre mille cinq cents soldats français commandés par Jean Maximilien Lamarque se présente devant Maratea. La population de Maratea n'avait jamais montré de signes d'hostilité contre les Français, ayant accepté avec joie le nouveau gouvernement. 
Lamarque a décidé d'encercler le Castello en divisant son armée en trois colonnes, comme le  décrit ainsi l'historien Greco: 

« Celle de gauche progressa le long de la montagne attenante au Castello; au centre par la route qui accède à la ville basse; celle de droite par la vallée de Santa Maria, afin de prendre à revers le Castello. (...) Lamarque établit son quartier général dans le couvent des Minori Osservanti, face à la forteresse (...)deux canons, et avec beaucoup de difficultés un obusier qui fut amené (...)  Mais ils firent venir de Lagonegro deux autres pièces plus lourdes pour tirer sur les murailles et les portes, fortifiées et même minées souterrainement par les assiégés »

— « Greco »
Rejetant la sommation de se rendre, Mandarini et les siens résistent pendant quatre jours aux attaques des forces Napoléoniennes. Le 7 décembre, afin d'apporter des vivres et des munitions aux assiégés, un groupe tenta de débarquer sur la côte de Maratea, au point appelé Ilicini, mais là, ils furent surpris par une patrouille française. 
Le combat entre assaillants et assiégés reprend, et la nuit du 8 au 9 décembre les Français tentent une attaque surprise, mais, sont interceptés par un artilleur et perdent deux cents hommes, victimes ou prisonniers. Mais la position de Mandarini et de son équipe était loin d'être rose, car il n'y avait plus d'espoir d'être secouru, plus de ressources, un des petits canons devenu hors d'état. Qui plus est, le souvenir du récent massacre de Lauria agissait sur le moral des défenseurs 
Mandarini, négocia la reddition auprès de Lamarque en échange de la sauvegarde de la vie et des biens de chacun. Le général Lamarque a remis les honneurs militaires à Mandarini, à qui il a fait don de son propre sabre. Après quoi, les Français ont pris possession de la forteresse le 10 décembre suivant. 
Pour les Français, il y aurait eu environ 200 victimes selon un rapport après le siège , voire 700 selon une source locale . Pour les assiégés, cependant, les rapports n'ont jamais précisé le nombre de morts : pour certains, les Français auraient fait un massacre , pour d'autres, il n'y aurait eu qu'une seule personne tombée, anonyme . Selon enfin des recherches récentes, la mort de cinq personnes a été enregistrée par le curé de l'époque : une lors des opérations préliminaires au siège, une lors du siège lui-même, deux lors d'opérations collatérales en dehors du périmètre de guerre et une femme âgée décédée au début des combats.

## Conséquences
Les sièges de Maratea et celui d'Amantea voisin, dans la province de Cosenza, furent les dernières résistances des Bourbon pour tenter de s'opposer à la conquête du Royaume de Naples. 
Lamarque ordonna la destruction des murs et des tours du Castello. Les Français ont maintenu une garnison armée pendant un certain temps dans la ville, où il y a eu également plusieurs épisodes de brigandage et de violence anti-français. 
À Maratea, pour s'être opposé aux nouveaux conquérants avec le siège, certaines prérogatives dont se vantait la ville ont été supprimées. En 1811 le tribunal fut supprimé et, avec Lauria, les deux villes sont réunies sous la direction de Trecchina, la plus petite des villes de la province de Potenza, dans le but d'humilier les deux populations. 
Lors de la capitulation, il était établi que les officiers et ceux qui souhaitaient s'éloigner du royaume de Naples pouvaient rejoindre Ferdinand IV de Bourbon en Sicile, protégé par les Britanniques de la conquête napoléonienne. Parmi ceux qui en ont bénéficié figurait Mandarini, qui s'est exilé volontairement à Cefalù jusqu'en 1815, date à laquelle, avec la restauration de Bourbon, il a été nommé intendant de la Calabre citérieure.